# Nimfèon
|  | Per a altres significats, vegeu «Kemalpaşa». |

Nimfèon (Νύμφαιον Nýmphaion en grec, Nymphaeum en llatí) va ser un important nucli comercial del Regne del Bòsfor, situat a la riba del Bòsfor Cimmeri, a vora 17 quilòmetres al sud de Panticapea, a Tàurica.

Nimfèon i altres antigues colònies gregues al llarg de la costa nord del Pont Euxí.

Allà hi havia un assentament escita abans que els colons grecs hi establissin un empori el segle VI a. C. La ciutat va emetre moneda pròpia i va prosperar de forma generalitzada en el període de l'Antiguitat Clàssica, quan la seva ciutadania controlava el comerç de cereals, els quals eren vitals per al benestar de tota Grècia. Atenes va triar-la com a principal base militar a la regió al voltant de l'any 444 a. C, i Giló, avi de Demòstenes, va ser bandejat d'Atenes per trair Nimfèon durant la Guerra del Peloponnès. Annexionada al Regne del Bòsfor a la fi del segle, la ciutat va decaure gradualment, encara que va tenir un breu redescobriment en els primers segles de l'I mil·lenni. Del segle II ençà, va sofrir una barbarització creixent de sàrmates fins que els gots la van destruir a mitjans de segle.
La ciutat ocupava un petit turó vora la mar. L'acròpoli contenia un temple dedicat a Afrodita (amb diverses estances) i un de dedicat als Cabirs. L'esplanada inferior, a l'altura de la mar, contenia el santuari de Demèter, erigit per primera vegada el segle VI a. C i reconstruït diverses vegades. Altres runes indiquen que l'arquitectura de la ciutat era inusualment refinada, potser la més sofisticada del Regne del Bòsfor. Hi ha una estructura sense parió en el món hel·lènic: es remunta al segle III a. C i està fet de marga rosa. En el lloc s'han trobat també figuretes de terracota, instal·lacions vinícoles (les més antigues de la riba septentrional de la Mar Negra) i diversos enterraments de cavalls, associats amb els sàrmates.